# Adelphicos newmanorum
Adelphicos newmanorum (риюча змія Ньюмана) — вид змій родини полозових (Colubridae). Ендемік Мексики. Вид названий на честь американського зоолога Роберта Ньюмана та його дружини Марселли.

## Поширення і екологія
Риючі змії Ньюмана мешкають в горах Східної Сьєрра-Мадре в штатах Сан-Луїс-Потосі, Нуево-Леон і Тамауліпас на північному заході Мексики. Вони живуть в гірських субтропічних лісах.